# Долина слёз
Битва в Долине слёз (Битва Эмек ха-Баха, ивр. קרב עמק הבכא‎, Emek HaBakha, араб. معركة تل المخافي‎) — танковое сражение между армиями Сирии и Израиля в ходе войны Судного дня.

## Предыстория
6 октября 1973 года сирийцы напали на Израиль. Сирия начала атаку артиллерийским огнём, также они высадили десант у горы Хермон, заняв израильский форпост на ней.
В конце Рош-Хашана израильской 7-й бронетанковой бригаде приказали переместить один батальон в Голанские высоты, чтобы усилить Бригаду Барака под командой Ицхака Бен-Шохама.
Командир бригады Авигдор Бен-Галь пришёл к выводу, что видимо что-то должно произойти на Йом-Кипур. Он приказал своим солдатам и артиллерии приготовиться к боевым действиям. Он провёл совещание с командирами батальонов, обсудив с ними оперативные планы, которые ранее были разработаны в командования Северного округа. Без уведомления начальства он взял командиров на экскурсию по линии фронта. В 12:00 в Йом-Кипур, 6 октября, бригада была сосредоточена в области Нафах (Nafakh).
По данным израильской разведки, Сирия сосредоточила на линии фронта более 900 танков и 140 артиллерийских батарей. Фактически же Сирия продвинула к линии будущего фронта около 1260 танков. Израильтяне же на северном фронте (включая иорданский) располагали 900 танками.
Израильский историк Давид Забецкий рассказывал, что в бою в «Долине Слёз» участвовали всего 8 израильских танков, которые сразились с сотнями сирийских. Большинство других историков считают, что в этом бою израильтяне имели усиленную танковую бригаду (7-ю, 105 танков), и несколько десятков танков составили подкрепления.
В 10:00 в Йом-Киппур генерал Ицхак Хофи созвал Бен-Галя и других командиров, и сообщил им, что разведка утверждает, что сирийцы атакуют в тот же день, около 18:00.

## Битва

### 6 октября
Однако израильская разведка ошиблась — сирийцы напали не в 6 вечера, а в 13:55 дня, когда их артиллерия и танки стали снимать камуфляж[уточнить].
Бен-Шохам приказал своим командирам батальонов развернуть свои почти 70 танков и приготовить их к бою.
Начался артиллерийский обстрел израильских позиций.
Затем началась атака сирийских танков, но она захлебнулась. Во второй половине дня израильтяне на дистанции 2000 м уничтожили большую часть наступавших сирийских танков. Лишь две танковые колонны сирийцев продвинулись вперёд.
В свою очередь контратака ВВС Израиля потерпела поражение, многие самолёты были сбиты. Израильские танки типа «Центурион» также стали нести потери.
Кроме танков («Т-55», «Т-62» и др.), сирийцы бросили в бой советские истребители танков «СУ-100», бульдозеры (для преодоления рвов и укреплений), а также БРДМ-1. Ночью атака сирийцев продолжалась, так как на сирийских танках были установлены приборы инфракрасной системы наведения. Арабы подвергали еврейские позиции обстрелам артиллерийским огнём. Некоторые израильские командиры были ранены, как например подполковник Йосеф Эльдар, командир 75-го батальона. Однако танки израильтян были более подготовлены и обладали большей скорострельностью и дальностью стрельбы.

### 7 октября
7 октября продолжились контратаки авиации Израиля по сирийцам, при этом израильтяне несли потери из-за действия сирийских ПВО — зенитно-ракетных комплексов.
Продолжили наступление сирийские танковые отряды. Поддерживающая их пехота была оснащена противотанковым оружием, в основном РПГ. В этой атаке 500-м сирийским танкам противостояли всего 40 израильских танков. Сражение началось в диапазоне от 30 до 60 м. Сирийские танки и десантники обошли израильтян и уничтожили много[сколько?] танков из РПГ. Однако при этом сирийцы сами понесли серьёзные потери. В 01:00 сирийцы начали отступление, пытаясь эвакуировать поврежденные танки и раненых. Бен-Галь ударил по ним из артиллерии и использовал отступление сирийцев для дозаправки и перезарядки.
В 04:00 сирийцы возобновили нападения, в основном артиллерией. К рассвету сирийцы потеряли 130 танков и БТР.

### 8 октября
8 октября израильтяне продолжили битву с сирийцами, в числе войск которых была и Республиканская гвардия Сирии. Кроме того, сильный урон израильтянам продолжала наносить сирийская артиллерия. Погибло около 50 израильтян, много[сколько?] танков.
Бен-Галь создал резерв из пяти танков, командирам которых приказал развернуться в полумиле и подготовиться к блокированию сирийского прорыва.
Ночью сирийский командующий Омар Абраш погиб в танке.

### 9 октября
К 9 октября Бригада Барака практически была уничтожена — её командир и ключевые офицеры штаба были убиты. Подполковник Йоси Бен-Ханан прибыл накануне вечером, чтобы принять командование тем, что от неё осталось. Он был командиром 53-го батальона. Заместитель командира 53-го батальона Шмуэль Аскаров начал ремонт танков.
На рассвете 9 октября сирийцы начали тяжёлый артиллерийский обстрел, используя «Катюши» и «МиГ-17». 8 сирийских вертолётов пролетели над израильскими позициями, 4 из них высадили десант.
В 08:00 сирийские силы в 100 танков и большого количества бронетранспортеров начали наступление. Израильтяне открыли огонь, но сирийское наступление продолжалось.
Израильский офицер Яир Нафши с 6 танками, пытаясь преградить путь сирийцам, получил ранение.
В 09:50 был уничтожен «Центурион» командира 71-го танкового батальона, командир погиб.
В 12:00 7-я разведрота 7-й бригады столкнулась с сопротивлением сирийцев, удерживающих Бук’ату. Израильская разведрота была практически полностью уничтожена, пока ждала прибытия подкреплений танков. Почти вся бронетехника роты была уничтожена (бронетранспортёры M113).
В результате жестокого боя Бен-Ханан был ранен, но сирийцы понесли тяжёлые потери, было уничтожено около 30 сирийских танков. Сирийские войска начали отступление.

## Итог
Сирийцы не сумели прорвать израильскую оборону и отступили. Сирийские потери составили 230 танков и до 200 единиц другой бронетехники, то есть примерно половину от задействованных.
В процентном соотношении для израильтян потери были намного тяжелее. Только 7-я бригада потеряла одних танков 98 единиц. Потери другой бронетехники и подкреплений неизвестны.